# Фаулер, Люк
Люк Фаулер (англ. Luke Fowler, 1978, Шотландия, живёт и работает в Глазго) — современный шотландский художник, режиссёр и музыкант.

## Образование
- 1996—2000 Duncan of Jordanstone College of Art, Данди

## Творчество
Люк Фаулер создает кинематографические коллажи, отходя от традиционных подходов к созданию документальных и биографических фильмов. Работы художника часто посвящены исследованию контркультуры, Фаулер создал ряд фильмов, посвященных радикальным мыслителям.
В центре фильма Pilgrimage from Scattered Points (2006) находится английский композитор Корнелиус Кардью (Cornelius Cardew), чей авангардный оркестр соответствовал мнению, что «любой может играть». Используя архивные и отснятые материалы, интервью и интерпретации оригинальных текстов, Фаулер изучает противоречия и конфликты внутри оркестра. В фильме есть момент, когда бывший член музыкального коллектива «Scratch Orchestra» (существовал с 1968 по 1973) вспоминает, как Корнелиус Кардью сказал ему, что он не может правильно петь, и признается, что никогда не пел после этих слов. Фаулер сразу после этого переходит к другому интервью, в котором другой сотрудник рассказывает, что Кардью постоянно поощрял необразованных музыкантов. Как и предыдущие фильмы — What You See is Where You’re At (2001) и The Way Out (2003), проект художника не является документальным в обычном смысле этого слова.
What You See is Where You’re At (2001) — об экспериментальной коммуне молодых людей, которую психиатр Р. Д. Лэйнг устроил в Кингсли-холле в 1960-х. Лэйнг интерпретировал психические нарушения и безумие как целительный процесс конфликтующих с обществом индивидуальностей. The Way Out (2003) — портрет загадочного музыканта и гомосексуала, Ксентоса Джонса (Xentos Jones).
Фильмы Фаулера часто связаны с британским свободным кино 1950-х, чья эстетика диктовалась решением взаимодействовать с реальностью британского общества. Фаулер использует схожие импрессионистские звуки и монтаж, избегает комментариев за кадром и повествовательной последовательности. Также по стилю и содержанию они напоминают распространенные в 1970-е и 1980-е фильмы о музыкантах и экспериментальных коммунах.
В 2008 Фаулер выиграл Jarman Award для художников-режиссёров. В 2012 году попал в шорт-лист премии Тернера за свою персональную выставку в Эдинбурге, однако саму премию не получил.

## Персональные выставки
| - 2012 'Премия Тернера', Тейт Британия, Лондон - 2012 'Luke Fowler with Toshiya Tsunoda and John Haynes' Королевский ботанический сад Эдинбурга, Эдинбург - 2009 Serpentine, Лондон - 2009 The Associates, DCA, Данди - 2009 Cornelius Cardew, CAC Bretigny, Франция - 2008 Kunsthalle Zurich, Цюрих - 2007 Extra City, Антверпен - 2007 The Rec. Space, (Esther Schipper), Берлин - 2006 The Nine Monads Of David Bell, Villa Concordia, Бамберг - 2006 Pilgrimage From Scattered Points, White Columns, Нью-Йорк | - 2006 Pilgrimage From Scattered Points, The Modern Institute/Toby Webster Ltd, Глазго - 2004 Fowler/Koper, Supportico Lopez, Неаполь - 2004 Video and Sound Works, TART, Сан-Франциско - 2003 The Way Out, Cubitt Gallery, Лондон - 2003 What you see is Where you’re at', Spacex Gallery, Эксетер - 2001 UTO: The Technology of Tears', Casco Project Space, Утрехт - 2000 How Did You Get This Number?', Generator, Данди - 2000 The Social Engineer', Transmission, Глазго |